# Viviers-sur-Artaut
Viviers-sur-Artaut ist eine französische Gemeinde mit 120 Einwohnern (Stand: 1. Januar 2022) im Département Aube in der Region Grand Est (vor 2016 Champagne-Ardenne). Sie gehört zum Arrondissement Troyes und zum Kanton Bar-sur-Seine.

## Lage
Viviers-sur-Artaut liegt etwa 35 Kilometer ostsüdöstlich von Troyes.
Nachbargemeinden sind Chervey und Bertignolles im Norden, Chacenay im Osten und Nordosten, Loches-sur-Ource im Süden und Osten, Landreville im Süden und Westen sowie Ville-sur-Arce im Westen und Nordwesten.

## Bevölkerungsentwicklung
| Jahr                       | 1962 | 1968 | 1975 | 1982 | 1990 | 1999 | 2006 | 2011 | 2017 |
| -------------------------- | ---- | ---- | ---- | ---- | ---- | ---- | ---- | ---- | ---- |
| Einwohner                  | 66   | 98   | 112  | 116  | 126  | 125  | 117  | 113  | 128  |
| Quellen: Cassini und INSEE |      |      |      |      |      |      |      |      |      |

## Sehenswürdigkeiten

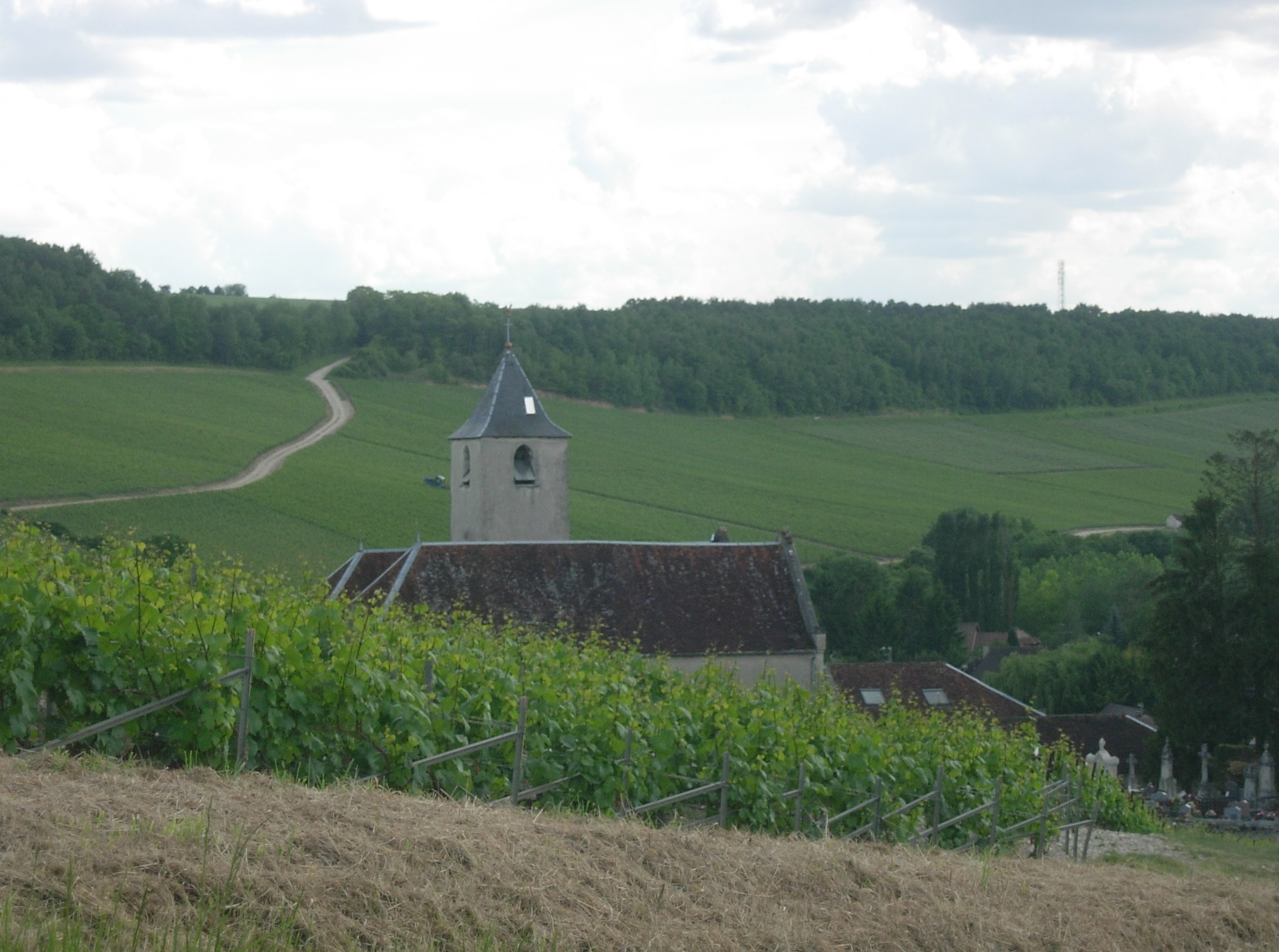
Kirche Saint-Victor

- Kirche Saint-Victor